# Чжу Ямин
Чжу Ямин (кит. 朱亚明; род. 4 мая 1994, Хулун-Буир, Внутренняя Монголия) — китайский легкоатлет, серебряный призёр летних Олимпийских игр 2020 в Токио в тройном прыжке.

## Биография и спортивная карьера
Чжу Ямин родился 4 мая 1994 года в Хулун-Буире, Внутренняя Монголия, Китай.
Лёгкой атлетикой вообще и тройными прыжками занялся ещё в школьные годы.
Чжу Ямин начал соревноваться на национальном уровне в тройном прыжке в 2015 году и достиг элитного уровня в сезоне 2017 года на открытом воздухе. Он прыгнул на 17,17 метров, чтобы выиграть национальный титул на чемпионате Китая по лёгкой атлетике, затем установил новый рекорд — 17,23 метра, чтобы победить олимпийского призёра Донг Бина и чемпиона Азиатских игр Цао Шуо на Национальных играх Китая.
Уровень соревнований был ниже на чемпионате Азии по лёгкой атлетике 2017 года, который проходил в индийском городе Бхубанешвар, на котором он выиграл золотую медаль с результатом 16,82 метров.
Он занял седьмое место на чемпионате мира в закрытом помещении в 2018 году с лучшим результатом 16,87 метров.
На Азиатских играх 2018 года он финишировал восьмым.
Чжу Ямин принял участие в Олимпийских играх 2020 года в Токио и 5 августа 2021 года выиграл серебряную медаль с личным рекордом на 17 метров 57 см, в тройном прыжке, уступив первенство португальцу Педро Пичардо.